# Edipo (Seneca)
L'Edipo (Oedipus) è una tragedia di Lucio Anneo Seneca, ispirata all'Edipo re di Sofocle.

## Trama

### Atto I
Edipo e Giocasta.
La peste imperversa nella città di Tebe. Al sorgere del giorno luttuoso, Edipo grida come sia ingannevole il bene del potere regale. Egli si sente perseguitato dal terribile oracolo di Febo: ucciderai tuo padre e sposerai tua madre. Il Re vede gli orrori della pestilenza e della carestia sulla città di Cadmo: l'inclemenza della stagione, la canicola diurna e i vapori malefici della notte, le spighe secche e vuote, i funerali dei cittadini e i roghi continui, in cui si collocano i cari parenti accanto a sconosciuti, deposti poi tutti senza pietà in fosse comuni; e già manca la legna per i roghi e la terra per i tumuli. Edipo lamenta di non essere anche lui colpito dalla peste e invita se stesso, ospite infausto a Tebe, ad allontanarsi dalla città. A Giocasta, che afferma come non sia un comportamento da vero Re né da uomini «scappare di fronte alla sorte», Edipo contrappone il proprio coraggio, dimostrato di fronte alla Sfinge sanguinaria, quando ha risolto l'enigma del crudele mostro alato, le cui ceneri ora mandano la città in rovina. Forse l'unica salvezza è interpellare ancora una volta Febo.
Il coro assiste all'agonia della gloriosa Tebe, le cui sette porte non sono abbastanza grandi per la fitta folla che cerca una tomba fuori dalle mura. Gli animali, già colpiti per primi dal contagio, soccombono, siano domestici o selvatici, o mutano stranamente le proprie abitudini; orribili presagi annuncia il sacrificio del toro, dal cui collo reciso esce non sangue, ma marciume nero e repellente che contamina il luogo e gli oggetti sacri. Sono scomparse le selve e prosciugati i corsi d'acqua della regione. L'inferno si è aperto e ha vomitato i suoi mostri su Tebe. La morte di peste è terribile e ancor più le sofferenze indicibili degli appestati: ormai solo la morte chiedono nei templi i sopravvissuti. Ecco si vede giungere Creonte, di ritorno dall'oracolo di Delfi.

### Atto II
Edipo e Creonte, poi anche Tiresia e Manto.
Interpellato da un Edipo atterrito, Creonte, suo cognato, riferisce titubante gli ordini di Febo: occorre punire l'uccisore di Laio, perché a Tebe ritorni la salute. Edipo chiede chi sia stato indicato come assassino e Creonte precisa che, dopo uno spaventoso terremoto, la profetessa ha urlato con voce sovrumana: «Tu, ospite fuggiasco ... tu che sei colpevole della morte del re ... combatterai contro te stesso ... empio che ancora sei entrato incestuosamente nel grembo di tua madre.» Edipo è pronto a fare giustizia, in ritardo in quanto il crimine avvenne sotto l'incubo della Sfinge: ora, però, non ci sarà posto per il perdono, ma il bando e l'esilio. Alla domanda di Edipo dove sia stato commesso il delitto, Creonte risponde che Laio è stato aggredito a tradimento nella valle dell'Olmio, in aperta campagna. Si avvicina lentamente Tiresia, guidato dalla figlia Manto: Edipo gli intima di indicare il nome del colpevole interrogando Apollo. Nel rito sacrificale seguente, Manto riferisce al padre cieco che cosa avviene del fuoco sacro, delle offerte, dei due candidi giovenchi immolati e come siano le loro viscere: orrori mai visti e terrificanti inducono Tiresia al chiaro responso: bisogna evocare dall'Erebo l'ombra di Laio che svelerà il colpevole. Sarà Creonte, per scelta di Edipo, a incontrarne il fantasma.
Il coro innalza l'inno in onore di Bacco, protettore di Tebe, narrandone le intricate imprese divine, il corteo con Sileno e le Menadi, e infine le nozze.

### Atto III
Edipo e Creonte.
Creonte vorrebbe tacere ciò che ha visto del mondo di Ecate e ciò che ha saputo dall'orrida ombra di Laio, ma Edipo lo costringe a parlare, promettendogli che non sarà punito per ciò che dirà. Creonte presenta il luogo tenebroso scelto per il rito, la fossa riempita del sangue di capretti e buoi neri, riferisce i gesti e le formule di Tiresia che spalancano alla fine la terra e aprono la strada ai tremendi esseri infernali, alla schiera pallida del fiero Dite, finché anche Laio mostra il suo volto insanguinato. L'ombra del re rivela che non è l'Austro malefico o la siccità a distruggere Tebe, ma un re assassino, dallo scettro insanguinato, e incestuoso, «che ha generato a sé dei fratelli», la cui sventura è più mostruosa della stessa Sfinge: il Re di Tebe deve essere cacciato. Edipo si conforta al pensiero che a Corinto vivano in pace la madre Merope e il padre Polibo, ma si meraviglia di essere invitato a lasciare il potere e la città: teme un tradimento da parte di Creonte e, credendo che questi lo voglia sostituire al potere, lo fa imprigionare.
Il coro canta le disavventure precedenti, degli eroi di Tebe, «antiche ire di dei ti perseguitano»: dalla fuga di Cadmo e di Europa, sua sorella, alle lotte civili, alla vicenda di Atteone (nipote di Cadmo) sbranato dai suoi stessi cani, dopo essere stato trasformato in cervo da Diana.

### Atto IV
Edipo, Giocasta, Vecchio di Corinto e poi Forbante (anziano servo di Laio).
Edipo è tormentato dalle rivelazioni degli dei, ultima quella degli inferi, oltre che dal ricordo di aver ucciso, quando era giovane, un vecchio viandante insolente sulla via della Focide. Perciò egli chiede a Giocasta i particolari dell'uccisione di Laio, quanti anni avesse, se fosse solo e quanto tempo prima fosse avvenuto l'omicidio. Arriva un Vecchio di Corinto che porta la notizia della morte serena di Polibo e chiede ad Edipo se ora tornerà a Corinto. Alla perplessità di Edipo, che teme, secondo la profezia di Delfi, le nozze con la madre, il Vecchio rivela che Merope non è sua madre: lo aveva adottato dopo che lo stesso Vecchio lo aveva avuto, neonato, da un pastore ai piedi del Citerone. Per togliere ogni dubbio sull'identità del piccolo, gli precisa che aveva i piedi legati e gonfi (= etimologia del nome Edipo). Edipo vuole ritrovare quel pastore, vuol sapere tutta la verità e, anche se Giocasta cerca di fermarlo, chiama Forbante, il capo delle mandrie di Laio. Forbante viene costretto con minacce a parlare: il piccolo dai piedi gonfi e feriti era proprio il figlio di Giocasta e Laio. Avuta la certezza della propria origine, Edipo vorrebbe morire: maledice se stesso come vergogna del mondo e rovina delle sacre leggi, poi si avvia dentro la reggia.
Il coro esprime, a contrasto, il sano desiderio di una vita mediocre e sicura, senza l'ambizione folle di chi, come Icaro, vuole volare troppo in alto. Si aprono le porte della reggia e compare un servo del re, il Nunzio, in atteggiamento inorridito.

### Atto V
Il Nunzio e il Coro, poi Edipo e Giocasta.
Il Nunzio riferisce la smania di Edipo, infuriato come un leone libico, dentro la reggia; riporta le sue grida contro se stesso, la sua volontà di punirsi, non dandosi semplicemente la morte, lui parricida e incestuoso, bensì in un modo che moltiplichi le sue morti e prolunghi le sue sofferenze d'espiazione. Il Nunzio prosegue: con atto feroce, Edipo ha conficcato le sue mani nelle orbite lacrimanti e ha estirpato i propri bulbi oculari fino in fondo alle cavità; ha trovato finalmente una tenebra degna delle sue nozze.
Il Coro depreca il destino degli uomini e la crudeltà del Fato, dalle cui catene non è possibile ai mortali, né agli dei, uscire. Edipo esce dalla reggia e avanza brancolando: afferma che ora il suo volto insanguinato è proprio quello che gli si addice. Il Coro indica l'arrivo di Giocasta, che è fuori di sé e quasi nell'impossibilità di esprimersi. La donna chiama «figlio» il Re e, di fronte alla sua volontà di nascondersi in una terra lontana, gli grida che la colpa è del Fato, che nessuno può essere colpevole del proprio destino. Giocasta strappa la spada ad Edipo e si trafigge il ventre, il «grembo fecondo che accolse lo sposo e il figlio!». Essa muore in un lago di sangue. Edipo si ritiene colpevole anche di questa ulteriore sventura e, allontanandosi impacciato da quel cadavere, chiama con sé nell'esilio la peste nera e tutti i mostri di Tebe.